# Sankt Georgen ob Murau
Sankt Georgen ob Murau ist eine ehemalige Gemeinde mit 1383 Einwohnern (Stand: 31. Oktober 2013) im Gerichtsbezirk bzw. Bezirk Murau in der Steiermark. Seit 2015 ist sie im Rahmen der steiermärkischen Gemeindestrukturreform mit der Gemeinde Sankt Ruprecht-Falkendorf zusammengeschlossen worden. Die neue Gemeinde trägt den Namen Sankt Georgen am Kreischberg.
Sie ist vor allem durch den Kreischberg bekannt geworden, da hier die Snowboard-Weltmeisterschaften 2003 stattfanden. 2015 wurden abermals Snowboard-Weltmeisterschaften ausgetragen.

## Geografie
Sankt Georgen ob Murau liegt im Bezirk Murau im österreichischen Bundesland Steiermark.

### Gliederung
Das Gemeindegebiet umfasste bis 2014 folgende vier Ortschaften bzw. Katastralgemeinden (in Klammern Einwohnerzahl Stand 1. Jänner 2024, Fläche Stand 31. Dezember 2023):
- Bodendorf (176; 1.205,17 ha)
- Lutzmannsdorf (162; 1.308,74 ha)
- Sankt Georgen ob Murau (322; 773,77 ha)
- Sankt Lorenzen ob Murau (599) bzw. St. Lorenzen (5.069,94 ha)

## Geschichte
Im Jahre 1152 schenkte Gräfin Emma von Treffen geb. von Pux mit Zustimmung ihrer Brüder Heinrich von Pris und Meginhalm von Weichselburg ihr Eigengut Babindorf (Bodendorf) mit allem Zugehör dem Kloster Sittich.
Die Aufhebung der Grundherrschaften erfolgte 1848. Die Ortsgemeinde als autonome Körperschaft entstand 1850. Nach der Annexion Österreichs 1938 kam die Gemeinde zum Reichsgau Steiermark, 1945 bis 1955 war sie Teil der britischen Besatzungszone in Österreich.

## Kultur und Sehenswürdigkeiten

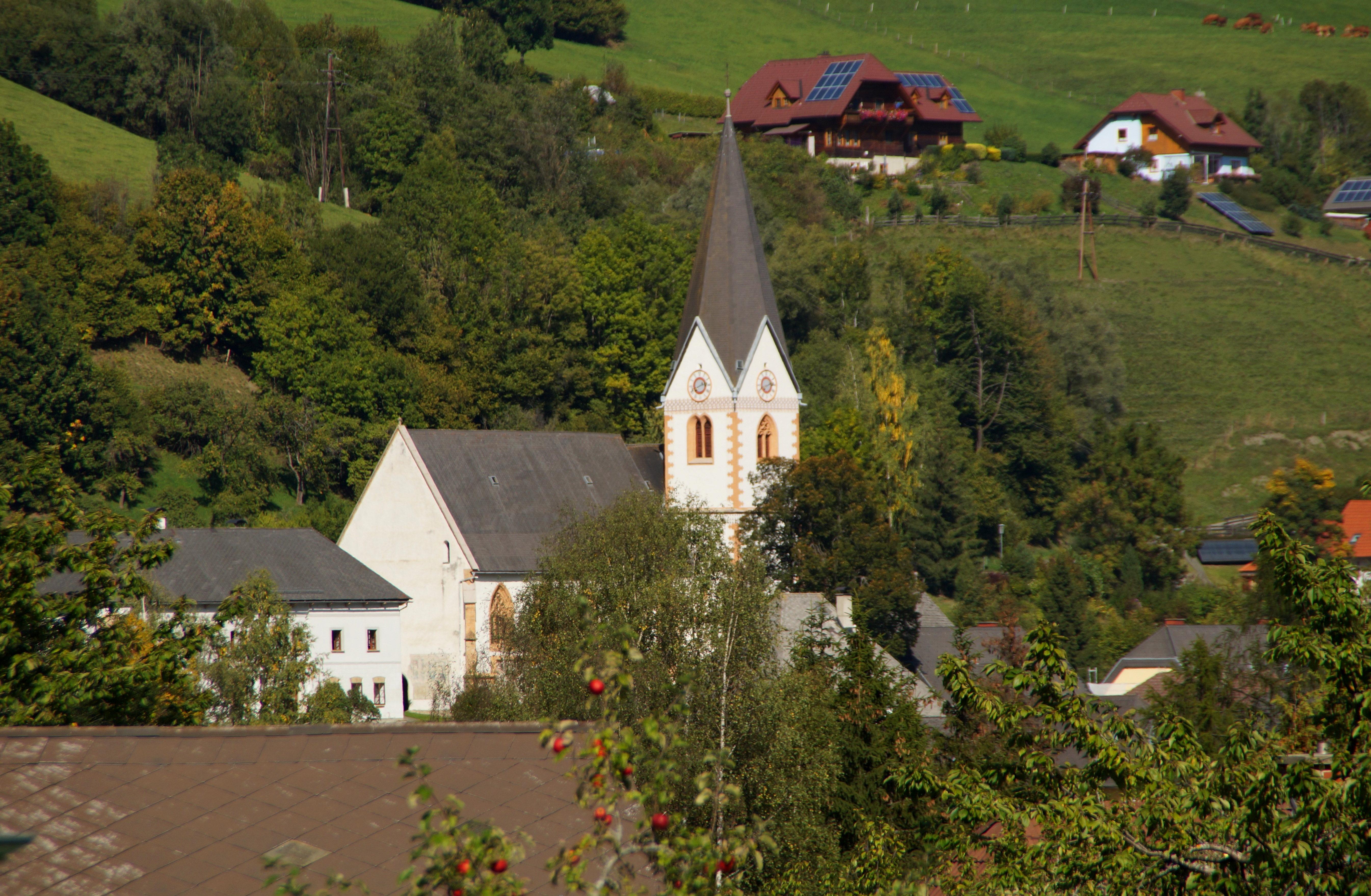
Pfarrkirche St. Georgen ob Murau

- Katholische Pfarrkirche St. Georgen ob Murau

## Politik
Letzte Bürgermeisterin war Cäcilia Spreitzer (ÖVP). Der Gemeinderat setzte sich nach den Wahlen von 2010 wie folgt zusammen: 7 SPÖ, 6 ÖVP und 2 FPÖ.

## Persönlichkeiten

### Ehrenbürger
- 1975: Franz Wegart (1918–2009), Landeshauptmann-Stellvertreter[6]

### Söhne und Töchter der Gemeinde
- Franz Murer (1912–1994), SS-Offizier, genannt „Schlächter von Vilnius“[7]